# Mittens (motor de ajedrez)
Mittens fue un motor de ajedrez desarrollado por Chess.com. Fue lanzado el 1 de enero de 2023, junto con otros cuatro motores, todos ellos con nombres de gatos. El motor se convirtió en una sensación viral en la comunidad de ajedrez debido a la exposición a través del contenido realizado por streamers de ajedrez y una campaña de marketing en las redes sociales. Se eliminó del sitio web el 1 de febrero, como se esperaba a través de los ciclos mensuales de bots de Chess.com.
Chess.com le dio a Mittens una calificación de un punto, aunque evidentemente fue más fuerte que eso. Varios maestros de ajedrez jugaron partidas contra el motor, con jugadores como Hikaru Nakamura y Levy Rozman empatando y perdiendo sus partidas respectivamente. Un mes después de su lanzamiento, Mittens se eliminó del sitio web el 1 de febrero, como se esperaba a través de los ciclos mensuales de bots de Chess.com.

## Lanzamiento
Mittens se lanzó el 1 de enero de 2023 como parte de un evento de Año Nuevo en Chess.com. Fue uno de los cinco motores lanzados, todos con nombres relacionados con gatos. Los otros motores lanzados se llamaron Scaredy Cat, con una calificación de 800; Angry Cat, clasificado 1000; Mr. Grumpers, clasificado 1200 y Catspurrov (un juego de palabras con Garri Kaspárov), clasificado 1400. Como parte del anuncio, se acompañó una imagen de cada motor con una breve descripción de su carácter. La descripción dada para Mittens sugería que el motor ocultaba algo, decía:

A Mittens le encanta el ajedrez... Pero, ¿qué tan buena es ella?

De los cinco motores lanzados, Mittens fue, con mucho, el más popular. Ninguno de los otros motores logró alcanzar un nivel de popularidad similar al generado por Mittens.

## Diseño

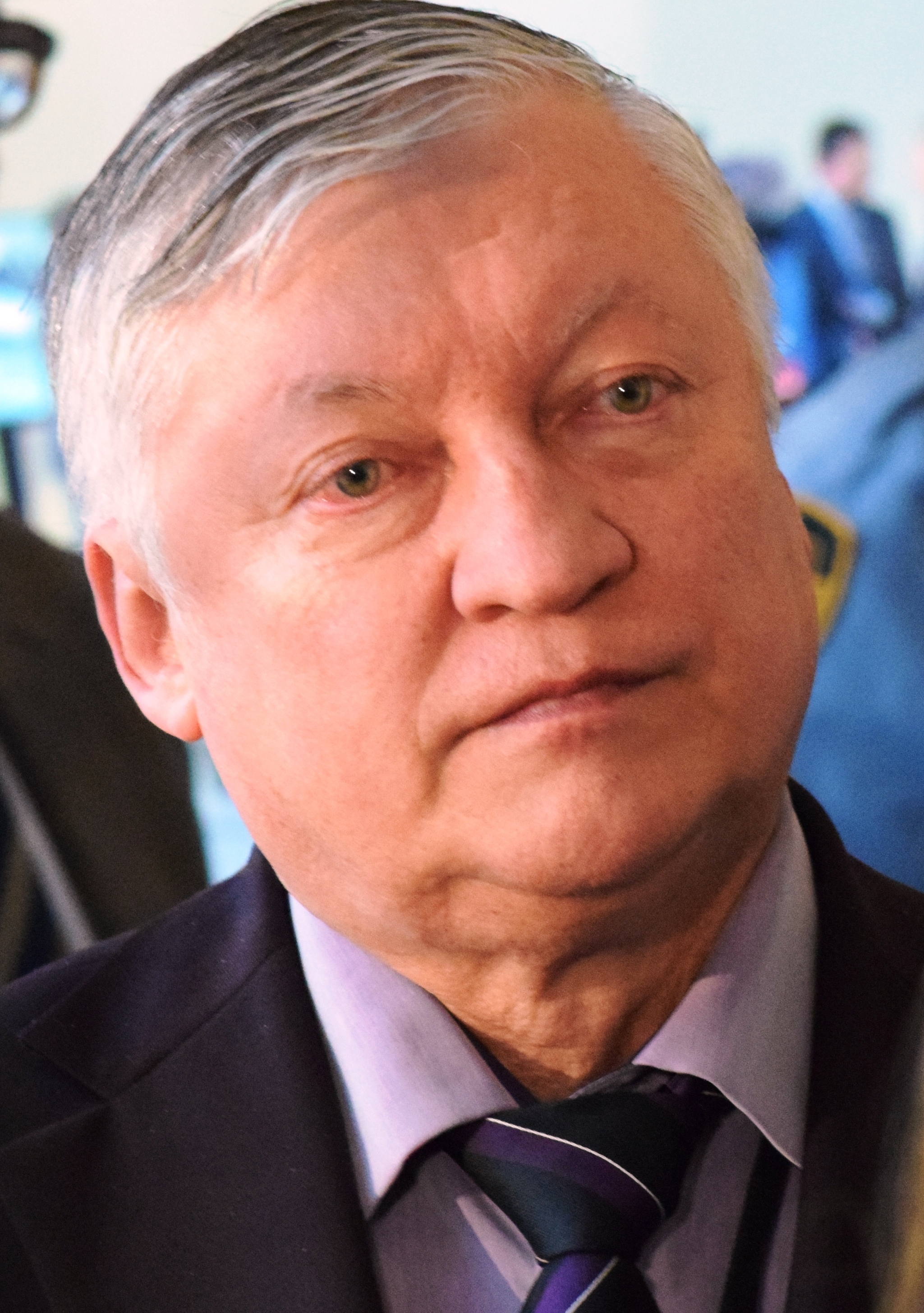
El estilo de juego de Mittens se comparó con el del gran maestro ruso Anatoli Kárpov.

Mittens fue conceptualizado por Will Whalen, un estudiante universitario de Hamilton College en Clinton, Nueva York. Apareciendo como un gatito, Mittens insultaba a sus oponentes con una selección de líneas de voz: estas líneas incluían citas de J. Robert Oppenheimer, Vincent van Gogh y Friedrich Nietzsche, así como la película de 1967 El silencio de un hombre. La «personalidad» del motor fue ideada por un equipo de redacción encabezado por Sean Becker, y Marija Casic proporcionó los gráficos del motor.
Chess.com no reveló ninguna información sobre el software que ejecuta el motor. Es posible que se haya basado en el motor Komodo Dragon 3 de Chess.com. La estrategia de Mittens era aplastar lentamente a un oponente, una táctica similar al estilo de juego de Anatoli Kárpov. Becker declaró que el equipo de diseño creía que sería «mucho más desmoralizador y divertido» que el motor funcionara de esta manera. Según el gran maestro Hikaru Nakamura, Mittens a veces se saltaba la mejor jugada (o las posiciones ganadoras).

## Clasificación
En Chess.com, Mittens obtuvo una calificación de un punto. Sin embargo, el estilo de juego y las tácticas del motor demostraron que era más fuerte que eso; Mittens pudo vencer o empatar contra muchos de los mejores jugadores humanos. En una entrevista con CNN Business, Whalen declaró que la idea detrás de darle a Mittens una calificación de uno era sorprender a sus oponentes, dándoles ventaja psicológica.
Las estimaciones del rango de calificación real de Mittens van desde un Elo de 3200 a 3500, debido a su capacidad para vencer a otros motores de alrededor de ese nivel. Se encontró un límite superior de la calificación del motor después de que el maestro internacional Levy Rozman (conocido en línea como GothamChess) hizo que Mittens jugara contra Stockfish 15, un motor con una calificación de 3700. Mittens perdió los dos juegos que jugaron las locomotoras. El rango de posibles calificaciones de Mittens fue resumido por Dot Esports, quien declaró:

Parece que está en el rango de calificación de 3200-3500 (en términos de Chess.com, donde los mejores jugadores humanos, como Magnus Carlsen y Hikaru Nakamura, tienen una calificación de 3000-3100 en los formatos más rápidos), como lo demuestran sus victorias sobre el los bots más fuertes del sitio, con una calificación de 3200, y su derrota ante Stockfish 15, que actualmente tiene una calificación de alrededor de 3700.

## Juegos

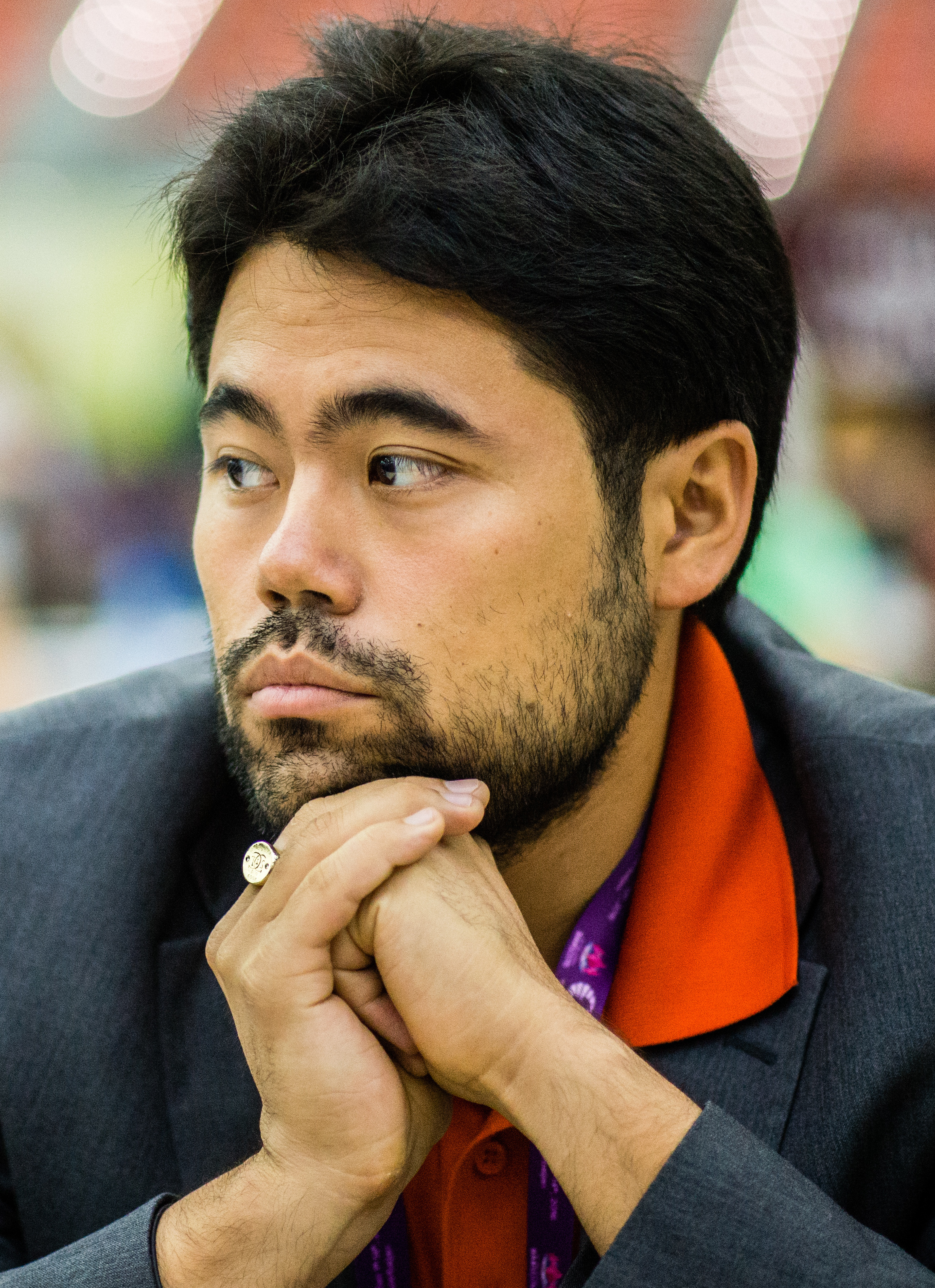
Hikaru Nakamura jugó un partido contra Mittens que terminó en empate después de 161 movimientos

Contra jugadores humanos, Mittens ganó más del 99 por ciento de los millones de juegos que jugó. Habilidosos ajedrecistas como Hikaru Nakamura, Benjamin Bok, Levy Rozman y Eric Rosen lucharon contra Mittens; mientras que Rozman y Rosen perdieron contra el motor, Nakamura y Bok pudieron hacer tablas. En particular, la partida de Nakamura contra el motor duró 161 movimientos; estaba jugando de blanco. Bok y Rozman luego ganaron contra Mittens, este último con la asistencia del motor de Stockfish. El entonces campeón mundial Magnus Carlsen se negó públicamente a jugar con el motor, llamándolo un «truco de marketing transparente» y «una computadora sin alma».
Contra otros motores de ajedrez, Mittens participó en el Computer Chess Championships de Chess.com como acto paralelo. En la competencia, Mittens jugó 150 juegos contra un motor que lleva el nombre de la película M3GAN y ganó en general con una puntuación de 81,5 a 68,5. Esto equivalía al 54 por ciento de los juegos jugados. Durante el evento, se hizo una estimación de la calificación de Mittens en 3515 puntos.

## Impacto
Mittens se volvió viral en la comunidad de ajedrez debido a su concepto y diseño: según un anuncio de Chess.com, se jugaron un total combinado de 120 millones de partidas contra los motores cat en el transcurso de enero, con alrededor de 40 millones jugadas contra Mittens. La popularidad del motor se vio favorecida por la exposición en las redes sociales creada por Chess.com. Esto incluyó la creación de una cuenta oficial de Twitter para promocionar el motor. Transmisores de ajedrez como Rozman y Nakamura ayudaron a cultivar esto mediante la creación de contenido en torno al motor. Un video de Nakamura titulado Mittens the chess bot will will make you quit chessing («Mittens, el robot de ajedrez, hará que dejes de jugar al ajedrez») obtuvo más de 3,5 millones de visitas en YouTube.
El 11 de enero, Chess.com informó problemas con la escalabilidad de la base de datos debido a niveles récord de tráfico: se jugaron un 40 por ciento más de partidas en Chess.com en enero de 2023 que en cualquier otro mes desde el lanzamiento del sitio web. Según The Wall Street Journal, el pico de popularidad fue más que el aumento similar que siguió al lanzamiento de Gambito de dama de Netflix. Chess.com citó la popularidad de Mittens como una de las razones de esta inestabilidad. Los problemas continuaron a lo largo de enero; Chess.com declaró que tendrían que actualizar sus servidores e invertir más en computación en la nube para resolver los problemas causados por el aumento de popularidad del sitio web.
El 1 de febrero de 2023, Mittens y los otros motores con temática de gatos fueron eliminados de la sección de computadoras de Chess.com. Fueron reemplazados por cinco nuevos motores relacionados con la inteligencia artificial. Se publicó un tuit en la cuenta de Twitter de Mittens después de la eliminación del motor, que decía: This is just the beginning. Goodbye for now. («Esto es solo el comienzo. Adiós por ahora»).